# Pseudolopha
Pseudolopha là một chi bọ cánh cứng trong họ Chrysomelidae.
Chi này được miêu tả khoa học năm 1998 bởi Medvedev & Regalin.

## Các loài
Chi này gồm các loài:
- Pseudolopha laeta Medvedev & Regalin, 1998